# Daria Atamanov
Daria Atamanov (in ebraico דריה אטמנוב‎?; Tel Aviv, 6 dicembre 2005) è una ginnasta israeliana, campionessa europea all-around del 2022 e rappresentante individuale israeliana alle Olimpiadi di Parigi del 2024.

## Biografia
Daria Atamanov è nata il 6 dicembre 2005 a Tel Aviv, da genitori ebrei originari dell'Uzbekistan. Ha frequentato la Tomshin High School.

## Carriera
Daria Atamanov iniziò a praticare ginnastica ritmica all'età di sette anni. Attualmente è allenata da Ayelet Zussman e dall'ex ginnasta israeliana e vincitrice della medaglia d'oro olimpica del 2020 Linoy Ashram. Si allena al Wingate Institute, situato a Netanya, in Israele.

### Junior

#### 2020: campionessa europea junior
Durante la sua carriera junior, Atamanov è stata la campionessa europea junior del 2020 a Kiev, in Ucraina, con le clavette. È stata anche medaglia d'argento con la corda e medaglia di bronzo con il nastro, infine è arrivata quarta nella finale di palla. Atamanov ottenne anche il punteggio più alto nell'all-around junior.

### Senior

#### 2022: campionessa europea
Nel marzo 2022 debuttò come individualista senior gareggiando alla World Cup di Atene, capitale greca. Daria Atamanov si posizionò al secondo posto nell'all around, dietro alla ginnasta italiana Sofia Raffaeli. Nelle finali di specialità, ottenne due medaglie d'oro nel cerchio e nel nastro, e due d'argento nella palla e nelle clavette. Successivamente prese parte alla World Cup di Baku, dove si classificò quarta, alle spalle dell'italiana Milena Baldassarri, e vinse la medaglia d'oro nella prova con le clavette e la medaglia d'argento in quella con il nastro.
Il 18 giugno 2022, ai campionati europei di ginnastica ritmica svoltosi nella sua città natale, Tel Aviv, si laureò campionessa europea all-around, davanti alla bulgara Borjana Kalejn. Atamanov è stata la seconda ginnasta israeliana a vincere il titolo europeo dopo Linoy Ashram.

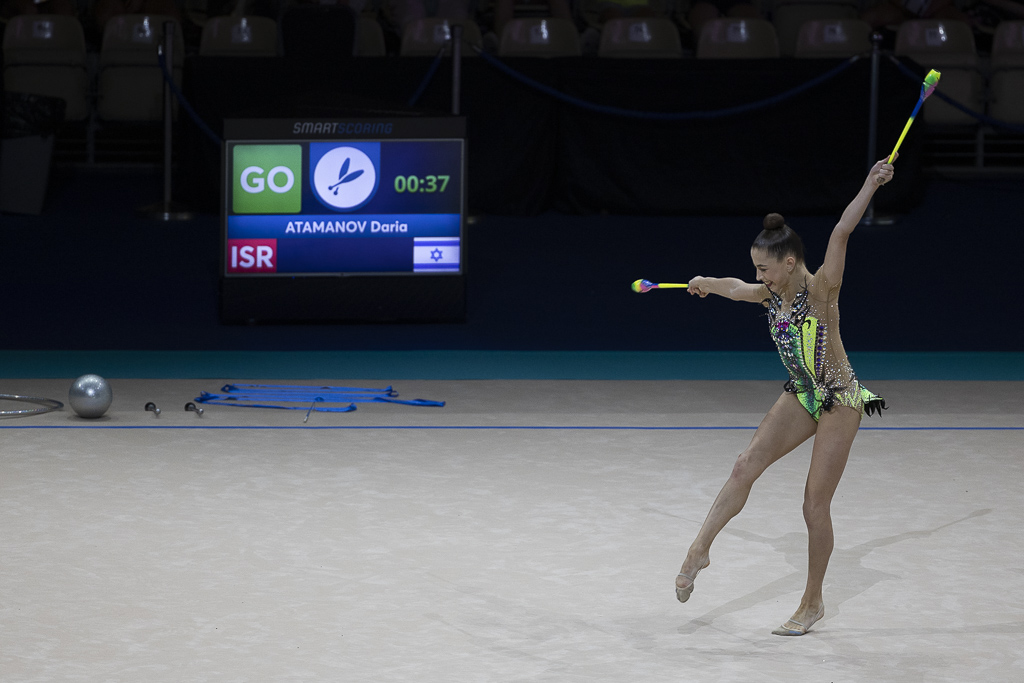
Daria Atamanov agli Europei 2022 di Tel Aviv.

Lo stesso giorno, vinse anche una medaglia di bronzo nella finale a squadre insieme alle sue compagne di squadra Adi Asya Katz e al gruppo senior israeliano. Il giorno successivo, Atamanov vinse la medaglia d'argento nelle gare di specialità del cerchio e delle clavette, entrambe le volte dietro all'italiana Sofia Raffaeli, e un altro argento nel nastro dietro la bulgara Borjana Kalejn.
Nel luglio 2022, ai Giochi Mondiali del 2022 a Birmingham, Alabama, Atamanov vinse la medaglia d'oro nella palla e nastro e la medaglia d'argento nelle clavette, dietro all'italiana Sofia Raffaeli. Grazie alle due vittorie nelle due gare di specialità, Atamanov è diventata la prima atleta israeliana a vincere una medaglia d'oro ai Giochi mondiali.
Nell'agosto 2022 prese parte alla World Challenge Cup a Cluj Napoca, in Romania, dove vinse la medaglia di bronzo nell'all-around e nelle gare di specialità l'oro con la palla e l'argento con le clavette e il nastro.
Atamanov venne selezionata per competere ai Campionati del mondo 2022 nel settembre 2022, che si tennero a Sofia, in Bulgaria. Tuttavia, si ruppe la gamba sinistra durante il riscaldamento mentre faceva un salto appena prima dell'inizio del turno di qualificazione. Successivamente per i dieci mesi successivi non prese parte ad alcuna competizione fino al luglio 2023, ai Mondiali di Milano.

#### 2023: ritorno dall'infortunio e mondiali
Nel febbraio 2023, Forbes Israel l'ha inserì nella lista dei "30 Under 30".
Daria Atamanov tornò alla ribalta a luglio ai Mondiali del 2023 a Milano, classificandosi quarta nella classifica generale. A settembre, ai Campionati mondiali di ginnastica ritmica del 2023 a Valencia, in Spagna, Atamanov arrivò 5ª nella finale con palla individuale e 7ª con il nastro. Nella finale all-around, vinse la medaglia di bronzo dietro alla ginnasta tedesca Darja Varfolomeev e all'italiana Sofia Raffaeli.

#### 2024: Olimpiadi di Parigi

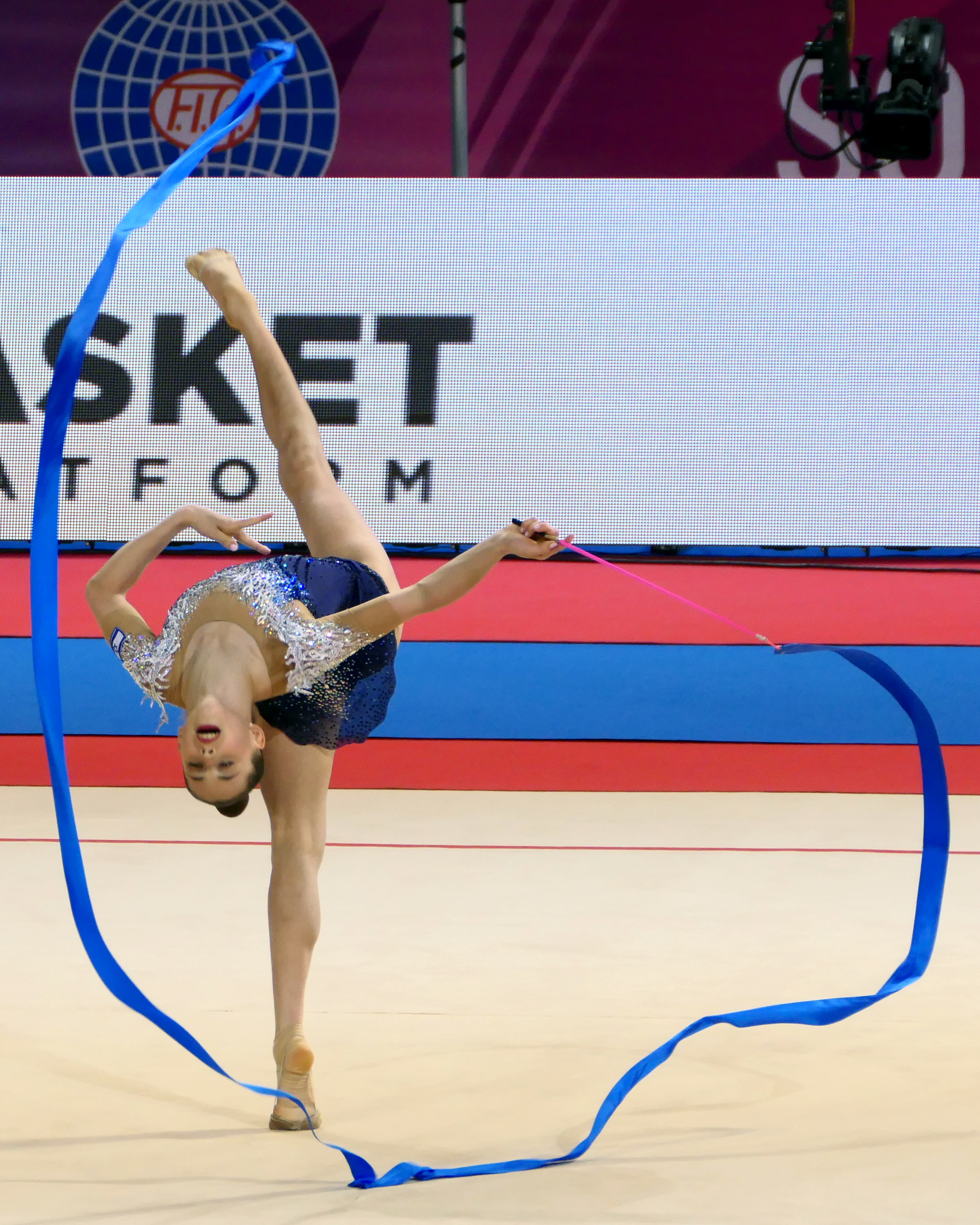
Atamanov durante la prova con le clavette ai Mondiali di Sofia 2024.

Nel febbraio 2024 le venne assegnato il premio "Outstanding Performance" dall'Unione Europea di Ginnastica.
Nel marzo 2024 alla Coppa del Mondo FIG al Palaio Faliro di Atene, in Grecia, Atamanov si classificò 5ª nella finale all-around e si qualificò per le finali di specialità nel cerchio e nella palla. Nelle finali si posizionò all'ottavo posto in entrambe le gare. Il mese successivo, ai Mondiali di Sofia, in Bulgaria, vinse la medaglia di bronzo nell'all-around dietro alle bulgare Borjana Kalejn e Stilijana Nikolova. Il giorno successivo, vinse il titolo nella prova del cerchio, argento con il nastro e il bronzo con la palla.
All'edizione inaugurale della Coppa dei Campioni 2024, ha vinto la medaglia di bronzo nella classifica generale.
Dria Atamanov, all'età di 18 anni, ha rappresentato Israele alle Olimpiadi di Parigi 2024 nella ritmica individuale nell'all-around femminile. Si è poi classificata quinta, terza nella sua migliore routine: il nastro, in cui si è esibita sulle note di "Shir Lemaalot" di Gad Elbaz.

## Palmarès
In carriera ha ottenuto i seguenti risultati:
Mondiali
Individuale
- Bronzo all-around a Valencia 2023

A squadre
Europei
Individuale
- Oro all-around a Tel Aviv 2022
- Argento nel cerchio a Tel Aviv 2022
- Argento nelle clavette a Tel Aviv 2022
- Argento nel nastro a Tel Aviv 2022

A squadre
- Bronzo a Tel Aviv 2022
- Bronzo a Budapest 2024

Coppa Europa
Individuale
- Bronzo all-around a Baku 2024

A squadre
Giochi mondiali
Individuale
- Oro nella palla a Torino 2022
- Oro nel nastro a Torino 2022
- Argento nelle clavette a Torino 2022

A squadre
Maccabiadi
Individuale
- Oro all'around a Gerusalemme 2022
- Oro nel cerchio a Gerusalemme 2022
- Oro nella palla a Gerusalemme 2022
- Oro nelle clavette a Gerusalemme 2022
- Oro nel nastro a Gerusalemme 2022

A squadre
 Altri risultati 
Europei giovanili
Individuale
- Oro nelle clavette a Kiev 2020
- Argento nella corda a Kiev 2020
- Bronzo nel nastro a Kiev 2020

A squadre
- Argento a Kiev 2020